# Vydrany
Vydrany (bis 1948 slowakisch „Hodoš“; deutsch Hodosch, ungarisch Hodos oder Nemeshodos) ist eine Gemeinde im Südwesten der Slowakei mit 1904 Einwohnern (Stand 31. Dezember 2024). Sie gehört zum Okres Dunajská Streda, einem Teil des Trnavský kraj.

## Geographie
Die Gemeinde befindet sich auf der Großen Schüttinsel, einem Teil des slowakischen Donautieflands. Das Gemeindegebiet ist eben und vom Ortszentrum bis zur ca. zehn Kilometer entfernten Kleinen Donau langgezogen. Das Ortszentrum liegt auf einer Höhe von 116 m n.m. und ist vier Kilometer von Dunajská Streda entfernt.
Nachbargemeinden sind Dunajská Streda im Osten (über den Stadtteil Malé Blahovo), Veľké Blahovo im Süden und Westen und Tomášikovo im Norden über die Kleine Donau.

## Geschichte
Vydrany wurde zum ersten Mal 1245 als Hodus schriftlich erwähnt und gehörte anfangs zum Herrschaftsgut der Pressburger Burg. Im 15. Jahrhundert gelang das Dorf zum niederen Adel, vorrangig aber zu den Familien Vermes und Hodossy. 1828 zählte man 133 Häuser und 951 Einwohner, die in Viehzucht beschäftigt waren. Es gab sieben Meierhöfe im Gemeindegebiet.
Bis 1919 gehörte der im Komitat Pressburg liegende Ort zum Königreich Ungarn und kam danach zur Tschechoslowakei beziehungsweise heute Slowakei. Auf Grund des Ersten Wiener Schiedsspruchs lag er 1938–45 noch einmal in Ungarn.
1948 wurde der zu „ungarisch“ klingende Name in Vydrany geändert.

## Bevölkerung
| Jahr                | 1994 | 2004    | 2014     | 2024     |
| ------------------- | ---- | ------- | -------- | -------- |
| Anzahl der Personen | 1310 | 1422    | 1601     | 1904     |
| Unterschied         |      | +8,54 % | +12,58 % | +18,92 % |

| Jahr                | 2023 | 2024    |
| ------------------- | ---- | ------- |
| Anzahl der Personen | 1886 | 1904    |
| Unterschied         |      | +0,95 % |

Nach der Volkszählung 2011 wohnten in Vydrany 1456 Einwohner, davon 1203 Magyaren, 220 Slowaken, acht Tschechen, sechs Roma und jeweils ein Deutscher, Mährer und Pole; ein Einwohner war anderer Ethnie. 15 Einwohner machten keine Angabe. 846 Einwohner bekannten sich zur römisch-katholischen Kirche, 364 Einwohner zur reformierten Kirche, 20 Einwohner zur evangelischen Kirche A. B., jeweils drei Einwohner zu den Zeugen Jehovas, zur evangelistischen Kirche und zur jüdischen Gemeinde, jeweils zwei Einwohner zu den Baptisten, zur griechisch-katholischen Kirche und zur evangelisch-methodistischen Kirche und ein Einwohner zur orthodoxen Kirche; vier Einwohner waren anderer Konfession. 129 Einwohner waren konfessionslos und bei 77 Einwohnern ist die Konfession nicht ermittelt
Ergebnisse der Volkszählung 2001 (1390 Einwohner):
| Nach Ethnie: - 85,40 % Magyaren - 12,23 % Slowaken - 0,43 % Tschechen - 0,14 % Roma - 0,07 % Deutsche | Nach Konfession: - 56,04 % römisch-katholisch - 5,68 % konfessionslos - 3,67 % keine Angabe - 3,02 % evangelisch - 0,29 % griechisch-katholisch |

## Bauwerke
- reformierte Kirche aus dem Jahr 1796, erbaut nach dem Toleranzpatent; der Turm ist neueren Ursprungs

## Infrastruktur und Verkehr
Die grundlegende Infrastruktur ist teilweise ausgebaut: es gibt öffentliche Wasser- und Gasleitungen, aber weder Kanalisation noch Anschluss an eine Kläranlage sind vorhanden und es gibt auch kein Kabelfernsehnetz. Die Gemeinde betreibt einen Kindergarten und eine sowohl slowakisch- als auch ungarischsprachige Grundschule und im Ort ist ein Postamt ansässig. Vydrany ist einen Kilometer von der Landesstraße 572 sowie drei Kilometer von der Straße 1. Ordnung 63 entfernt; südlich des Dorfes verläuft die Bahnstrecke Bratislava–Komárno mit einer Haltestelle in Veľké Blahovo und einem Bahnhof in Dunajská Streda.